# Друцький-Любецький Ієронім Едвінович
Князь Ієронім Едвінович Друцький-Любецький (1861—1919) — польський поміщик і громадський діяч Мінської губернії, член I Державної думи, член Державної ради з виборів.

## Біографія
Римсько-католицького віросповідання. Зі старовинного княжого роду. Землевласник Мінського повіту (родовий маєток Нове Поле у 2000 десятин).
Закінчив Ризьку Олександрівську гімназію із золотою медаллю (1880) та юридичний факультет Санкт-Петербурзького університету (1885). Після закінчення університету відбував військову службу у 3-й гвардійській і гренадерській артилерійській бригаді як той, хто вільно визначається, у 1887 році вийшов у запас у чині прапорщика.
Займався сільським господарством у маєтку свого батька. Був членом правління Мінського комерційного банку та Мінської гуральні. Став одним з організаторів Мінського земельного товариства взаємного кредиту. Складався членом наглядової ради Товариства взаємного страхування сільському господарстві (1900). Був діяльним членом Мінського товариства сільського господарства (1894—1919), входив до ради Товариства, був директором його синдикату. Крім того, був почесним мировим суддею Мінського повіту та почесним охоронцем з господарської частини Пінського духовного училища (1894—1904).
Займався пропагандою розвитку агрокультури серед селян. Організовував відділи кустарних промислів білоруського населення на сільськогосподарських виставках у Мінську (1901), Вільні (1900—1902) та Санкт-Петербурзі (1903). На виставці 1902 виступив із доповіддю про розвиток кустарної промисловості в Північно-Західному краї. Займався літературною творчістю, писав історичні драми, деякі з яких було поставлено театром у Вільні. Співпрацював з польським журналом «Край», що виходив у Петербурзі до 1904 року.
Був учасником багатьох з'їздів та нарад із питань, що стосуються місцевого краю. У 1903—1904 роках був членом губернської управи у справах земського господарства та сільськогосподарського комітету при Головному управлінні землеустрою та землеробства. Входив до Комітету у справі ліквідації сервітутів та черезсмужжя при Міністерстві внутрішніх справ. У 1905 був представником Мінської губернії на земському і міському з'їзді в Москві.
У 1906 був обраний членом I Державної думи від Мінської губернії. Входив у групу західних околиць. Виступав за розширення їхньої автономії. 29 вересня 1909 обраний до членів Державної ради з'їздом землевласників Мінської губернії замість Е. А. Войніловича. Входив у Польське коло. У вересні 1910 року вибув зі складу Держради після закінчення терміну повноважень.
У 1911 році, після введення виборного земства в Західному краї, був обраний мінським повітовим і губернським гласним. Був членом правління Мінського благодійного товариства (з 1909). Брав участь у польських національних організаціях, був членом Товариства підтримки польського театрального мистецтва (з 1908) та товариства Польська школа «Матиця» (1917). У 1918 став членом мінського Товариства друзів науки.
Після того, як у 1919 році Білорусь захопила радянська влада, виїхав до Польщі. Того ж року помер у Варшаві від «іспанки». Похований на цвинтарі Старі Повонзкі. Був одружений, мав чотирьох дітей.